# Triumph TR5
La TR5 (Triumph Roadster 5) è stata un'autovettura prodotta dalla Triumph dal 1967 al 1968 a Coventry, in Inghilterra.

## Storia

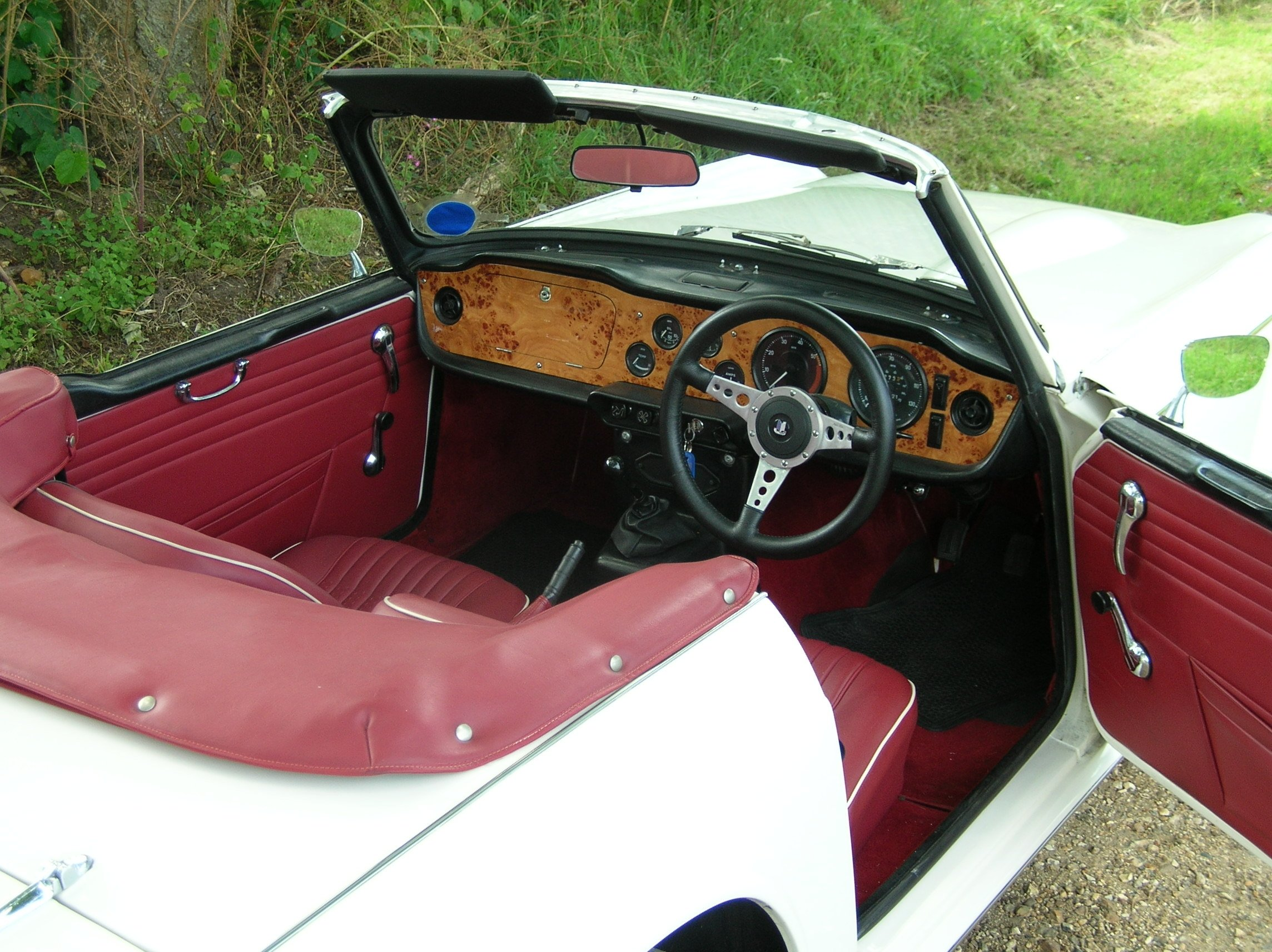
Gli interni di una TR5 del 1968

Esteticamente quasi identica alla TR4 di Giovanni Michelotti, la TR5 fu caratterizzata da parecchie novità meccaniche. Quella più importante fu l'installazione di un motore a sei cilindri in linea da 2.498 cm³ di cilindrata con alimentazione ad iniezione Lucas. Esso sviluppava 150 SAE (145 DIN) CV di potenza, ed in seguito venne installato anche sulla TR6. Rispetto alla TR4, gli interni e le finiture furono migliorate.
All'epoca, il sistema ad iniezione era poco comune sui modelli stradali. La Triumph dichiarò sulle brochure che la TR5 era "First British production sports car with petrol injection" (cioè, "La prima vettura sport britannica a iniezione di benzina"). Questo propulsore era in grado di fornire alla TR5 un'accelerazione da 0 a 80 km/h di 6,5 secondi ed una velocità massima di 201 km/h. I test su strada riportarono però dati lievemente differenti.

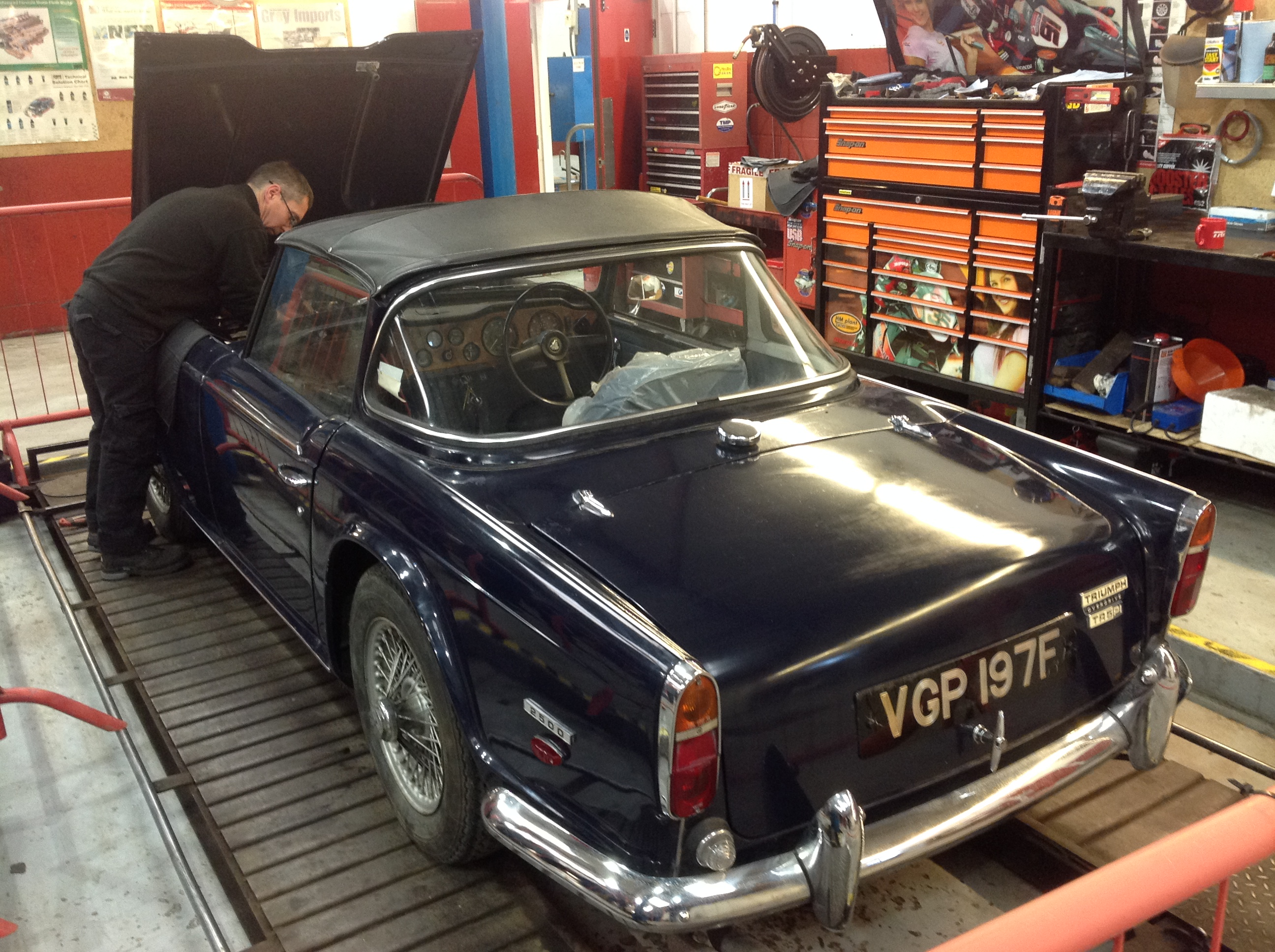
Una Triumph TR5 Surrey Top

L'equipaggiamento di serie comprendeva i freni a disco, le sospensioni indipendenti, lo sterzo a cremagliera ed un cambio manuale a quattro rapporti. Tra le opzioni, erano disponibili l'overdrive, le ruote a raggi e l'hardtop "Surrey Top", che fu introdotto sulla TR4.
Nel 1968, il prezzo base della TR5 nel Regno Unito era di 1.260 sterline incluse le tasse. Le ruote a raggi erano offerte a 38 sterline, l'overdrive a 60 sterline e la copertura della capote a 13 sterline.
La TR5 è stata prodotta in un numero di esemplari limitato, perlomeno rispetto alla TR6. Le unità assemblate furono infatti 2.947. Di questi, 1.161 vennero destinati al mercato britannico, mentre gli altri furono principalmente spediti in Francia, Belgio e Germania. Il primo esemplare fu prodotto il 29 agosto 1967 e l'ultimo il 18 settembre 1968. 

## TR250
Nello stesso periodo furono assemblati per il mercato statunitense 8.484 esemplari della TR250. La TR250 era quasi identica alla TR5. La differenza principale tra le due vetture risiedeva nell'alimentazione del motore. Sulla TR250 erano infatti presenti carburatori doppio corpo Zenith-Stromberg. Il motivo di tale differenza era collegato alle diverse norme sulle emissioni inquinanti che erano in vigore negli Stati Uniti. La TR250 era in grado di accelerare da 0 a 97 km/h in 10,6 secondi.
Appartenente alla categoria delle vetture sport, la TR5 è stata assemblata a Coventry, in Inghilterra.

## Specifiche tecniche

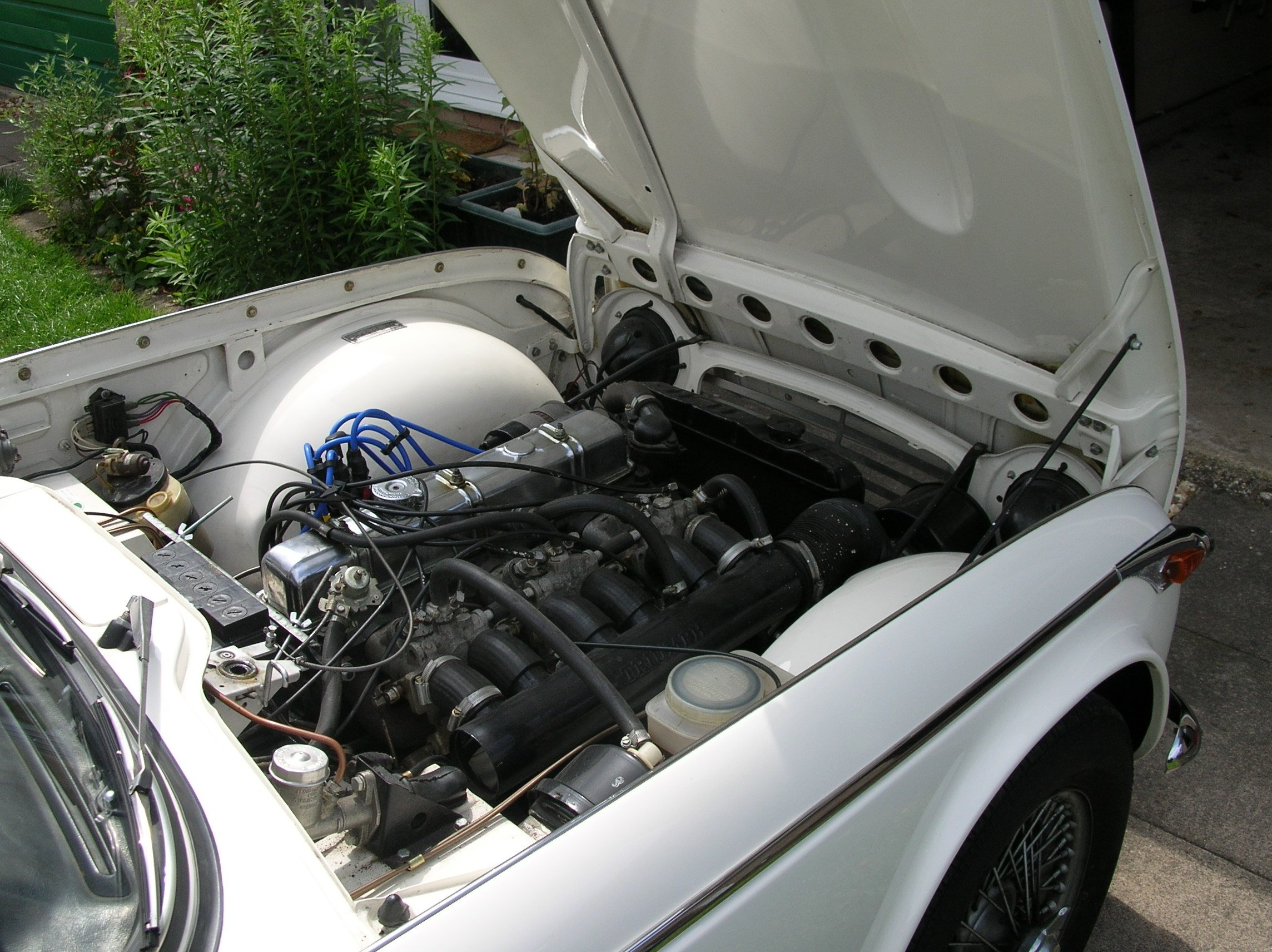
Il vano motore di una TR5 del 1968

Le specifiche tecniche della TR5 furono:
- Motore: sei cilindri in linea da 2.498 cm³ di cilindrata, alesaggio di 74,7 mm, corsa di 95 mm, rapporto di compressione di 9,5:1 e 150 CV di potenza erogata (145 CV DIN). Il propulsore era installato anteriormente.
- Diametro di sterzata: 10,1 m;
- Capacità:

serbatoio del carburante: 51 L
coppa dell'olio: 4,53 L
- Trazione: posteriore;
- Cambio: manuale a quattro rapporti.
- Accelerazione:

da 30 a 50 mph (da 48 a 80 km/h): 7 secondi;
da 40 a 60 mph (da 64 a 97 km/h): 7 secondi;
da 60 a 80 mph (da 97 a 130 km/h): 8 secondi.
- Capacità del bagagliaio:
  - Larghezza massima: 1.180 mm
  - Altezza massima: 510 mm

## Le prestazioni
I test su strada riportarono i seguenti dati:
|                    | Sports Car World Ottobre 1968 | Cars & Car Conversions Settembre 1968 | The Motor 4 maggio 1968 |
| ------------------ | ----------------------------- | ------------------------------------- | ----------------------- |
| 0-50 mph (80 km/h) | 6,2 secondi                   | 6,4 secondi                           | 6,3 secondi             |
| Velocità massima   | 190 km/h                      | 180 km/h                              | 188 km/h                |